# Exechia quadriclema
Exechia quadriclema är en tvåvingeart som beskrevs av Wu och Zheng 2001. Exechia quadriclema ingår i släktet Exechia och familjen svampmyggor. Inga underarter finns listade i Catalogue of Life.